# Nanometa ilanejzykowiczi
Espèce
Nanometa ilanejzykowiczi est une espèce d'araignées aranéomorphes de la famille des Tetragnathidae.

## Distribution
Cette espèce est endémique de Tasmanie en Australie. Elle se rencontre dans le parc national des Hartz Mountains. 

## Description
Le mâle holotype mesure 2,4 mm et la femelle paratype 3,9 mm, les mâles mesurent de 2,4 à 3,2 mm et les femelles de 3,4 à 4,3 mm.

## Systématique et taxinomie
Cette espèce a été décrite par Castanheira, Rossi et Baptista en 2023.

## Étymologie
Cette espèce est nommée en l'honneur d'Ilan Ejzykowicz. 

## Publication originale
- Castanheira, Rossi & Baptista, 2023 : « Two new species in the spider genus Nanometa (Araneae: Tetragnathidae: Nanometinae) from Tasmania. » Australian Journal of Taxonomy, vol. 38, p. 1-8 (texte intégral).